# أبو النصر محمد
أبو النصر محمد (توفي حوالي عام 1010) كان آخر حاكم فرغوني لجوزجان من 1000 إلى 1010. كان ابن أبي الحارث أحمد وخلفه.

## السيرة الذاتية
يُذكًر أبو النصر محمد لأول مرة في أواخر التسعينات من القرن العاشر، عندما عقد والده تحالفًا مع أسرة الغزنويين من خلال زواج مزدوج؛ حيث تزوج أبو النصر محمد من ابنة سبكتكين، بينما تزوج ابن سبكتكين محمود الغزنوي من إحدى بنات والده أبو الحارث أحمد.
في عام 1000، توفي والد أبو النصر، فخلفه في الحكم، وأصبح تابعًا للغزنويين، الذين أصبحوا قوة عسكرية كبيرة وكانوا قد فرضوا سلطتهم على الممالك الإيرانية الصغيرة الأخرى. استمتع أبو النصر بثقة محمود الغزنوي فيه؛ ففي عام 1008، خاض معركة في مركز صفوف الغزنويين ضد القاراخانيون خارج بلخ، وفي العام التالي رافق محمود الغزنوي في حملته في الهند. كما تزوجت إحدى بناته محمد بن محمود الغزنوي. عندما توفي أبو النصر حوالي عام 1010، تولى محمد الغزنوي حكم جوزجان، رغم أن أبي النصر ترك ابنًا اسمه حسن. وكان ذلك بمثابة نهاية حكم الفرغونيين.